# Der neue Menoza

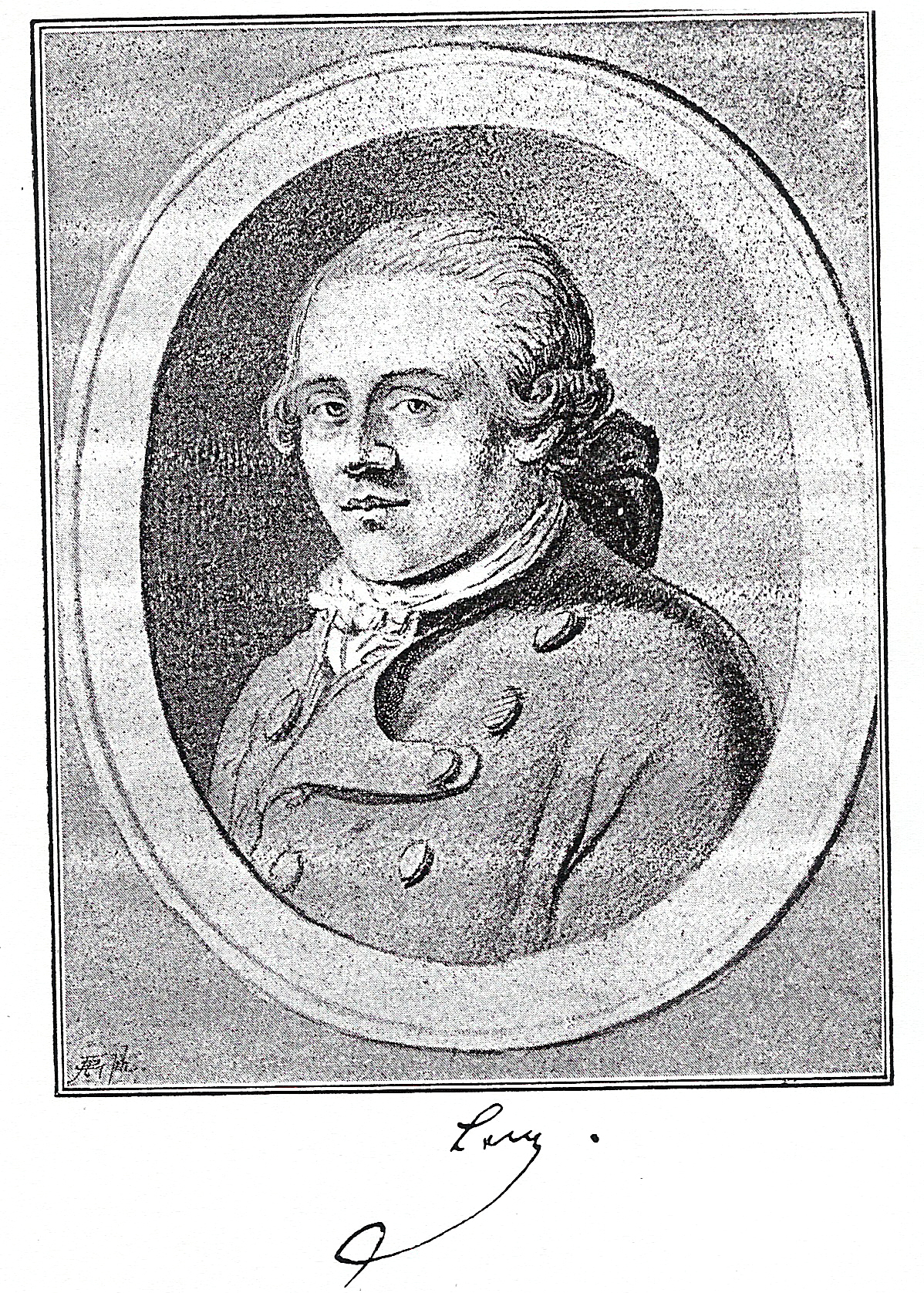
Jakob Michael Reinhold Lenz

Der neue Menoza oder Geschichte des cumbanischen Prinzen Tandi ist eine Komödie von Jakob Michael Reinhold Lenz. Entstanden 1773, erschien sie 1774 anonym bei Weygand in Leipzig. Goethe hatte die Drucklegung vermittelt.

## Titel
Der Däne Erik Pontoppidan der Jüngere veröffentlichte 1742 den Roman Menoza, ein Asiatischer Prinz, welcher die Welt umher gezogen, Christen zu suchen (dt. 1754).

## Inhalt
Das Stück handelt zumeist in und um Naumburg, aber auch in Dresden und Leipzig.
Hauptmann von Biederling hat daheim in Naumburg einen neuen guten Freund zu Besuch – den Grafen Camäleon. Zum Vorteil des Hauptmanns wollen beide ein „ökonomisches Projekt“ realisieren. Der Graf ist kein bequemer Gast. Er befindet sich auf der Flucht, weil er einen anderen Grafen erschossen hat und verbirgt sich gerade bei den Biederlings. Ein Calmuckenprinz namens Tandi, auf der Durchreise während einer Europatour, macht auch noch in Naumburg Halt. Als der Hauptmann seiner Gattin ankündigt, er erwarte überdies seinen alten Freund von Zopf aus Triest, begehrt Frau von Biederling auf. Gerade dieser von Zopf, der Schuld am Tode ihres Sohnes habe, sei ihr überaus unwillkommen. Herr von Biederling, der autoritäre, bärbeißige Offizier, lässt während des heftigen Ehezwists die Einwände der sich auflehnenden Frau nicht gelten.
Wilhelmine, die Tochter des Hauses, hat auf einmal zwei Verehrer, die um ihre Hand anhalten – den Grafen und den Prinzen. Für welchen soll sie sich entscheiden? Beide sind „reich und schönerös“. Die Eltern überlassen der Tochter die Wahl. Wilhelmine schwankt. Zunächst möchte sie ledig bleiben, doch dann gesteht sie dem Prinzen ihre Liebe. Das junge Paar wird sogleich ohnmächtig vor Glück. Der Graf aber gibt sich nicht geschlagen, will das Mädchen ehelichen und prügelt sich aus dem Grunde mit dem Hauptmann.
Wilhelmine und Prinz Tandi heiraten. Herr von Zopf, soeben angekommen, eröffnet dem frisch gebackenen Ehemann, er sei Biederlings Sohn und somit Wilhelmines Bruder. Man fällt erneut in Ohnmacht. Herr von Zopf hatte einst den Sohn der Biederlings mit nach Smyrna genommen. Von dieser Orientreise war der Knabe nie zurückgekehrt.
Parallel zu obiger Liebesgeschichte muss der Zuschauer noch eine bitterböse Intrige zur Kenntnis nehmen, in die der Graf verwickelt war und ist. Donna Diana, eine spanische Gräfin, mit ihrer getreuen Amme Babet in Dresden weilend, verfolgt die haarsträubenden Ereignisse in Naumburg genau. Als dem Grafen „rechtmäßige angetraute“ Frau muss Diana nun fürchten, auf Betreiben des schnöden Ehegespons' vergiftet zu werden. Ungeheuerlich: Von Camäleon war Diana daheim in Spanien verführt worden. Die Verleitete hatte darauf die Eltern bestohlen und den eigenen Vater dem Grafen „zu Gefallen vergiftet“.
Der Prinz geht nach Leipzig und lässt Wilhelmine in Naumburg zurück. Die liebt ihn noch immer. Hingegen Frau von Biederling schimpft den Flüchtling einen Unmenschen. Der einzige Sohn macht sich aus dem Staube ohne die Mutter zu sehen. Die Mutter überredet die Tochter, den Gatten zu hassen, damit sie ihn vergessen kann.
Babet, inzwischen mit ihrer Herrin Donna Diana bei den Biederlings auch noch in Naumburg angereist, setzt Wilhelmine ins Bild. Die Amme Babet hatte seinerzeit die Säuglinge Diana und Wilhelmine vertauscht. Wilhelmine ist die Tochter eines spanischen Grafen, eines gewissen Aranda Velas. Die Vertauschung passierte damals in Dresden. Graf Aranda Velas weilte zu jener Zeit mit seiner Familie in diplomatischen Diensten bei Hofe. Frau von Biederling reiste ihrem Gatten, dem Hauptmann, auf den schlesischen Kriegsschauplatz nach und ließ ihr Neugeborenes in Dresden zurück. Als die Biederlings dann in die sächsische Metropole zurückkehrten, bekamen sie das falsche Baby – ein kränkelndes. Familie Velas behielt das kerngesunde Kind.
Also sind Wilhelmine und der Prinz keine Geschwister. Also sind der Prinz und die Donna Bruder und Schwester.
Diana kehrt den Spieß um. Die äußerst resolute Donna unternimmt ein Attentat auf ihren Gatten, den treulosen Grafen. Immerhin kann sich das Opfer hernach noch das Messer aus der Wunde ziehen und das Publikum informieren: „Ich bin ermordet.“ Er wird verbunden.
Für Wilhelmine und den Prinzen gibt es ein Happyend.

## Zitat
- Vergnügen ohne Geschmack ist kein Vergnügen.[3]

## Selbstzeugnisse
- Im Juli 1775 schrieb der Autor an Sophie von La Roche, der Menoza sei „ein übereiltes Stück, an dem nichts als die Idee schätzbar ist“.[4]
- Wieland[5] hat das Stück Ende 1774 kritisiert. Im Jahr darauf[6] antwortete Lenz mit der Rezension des Neuen Menoza. In dieser Selbstrezension beklagt er den „Kaltsinn“ des werten Publikums bei der Aufnahme seines Stücks. Aber was solls? „Gewisse Herren“ sähen „die menschliche Natur nur immer im Schnürleib des Etkette“. Zumindest räumt Lenz offen liegende Mängel seiner Komödie ein. Er nennt das für den Zuschauer undurchschaubare Ränkespiel des Grafen Camäleon als Beispiel.[7] Einschüchtern aber lässt sich Lenz weder von den ewig nörgelnden Kritikern noch vom Publikum, das weiter nichts als lachen möchte. Lenz wird grundsätzlich: „Komödie ist Gemälde der menschlichen Gesellschaft, und wenn die ernsthaft wird, kann das Gemälde nicht lachend werden... Daher müssen unsere deutschen Komödienschreiber komisch und tragisch zugleich schreiben“.[8]

## Rezeption
- 1775: Nur Schlosser lobt das Stück.[9]
- 1775: Wieland trifft den Nagel auf den Kopf. Lenz mache seine „Lustspiele so unwahrscheinlich“ wie andere ihre Trauerspiele wahrscheinlich machen.[10]
- Bei allem Unfertigen in dem Stück – die Romantiker nahmen Lenzens Gedanken auf. Wir können diese Komödie heute als einen der Vorläufer des Absurden Theaters nehmen.[11]
- Die Stücke Der Hofmeister, Die Soldaten und der Menoza begründen Lenzens Bedeutung als Dramatiker.[12]

Aufführungen (Auswahl)
- 4. Februar 1963: Uraufführung an der Neuen Bühne der Universität Frankfurt/M.
- 1980: Dramaturgische Bearbeitung durch Christoph Hein,[13] 1982 Uraufführung dieser Inszenierung in Schwerin.
- 1982: Aufführung am Wiener Burgtheater; Regie Benno Besson[14]
- November 2014 Der neue Menoza – Komödie von Jakob Michael Reinhold Lenz Aufführung im an der Volksbühne Berlin.[15]